# راسول (آیداهو)
راسول (به انگلیسی: Roswell) یک منطقهٔ مسکونی در ایالات متحده آمریکا است که در آیداهو واقع شده است. راسول ۶۹۰٫۰۸ متر بالاتر از سطح دریا قرار دارد.